# 盐爪爪
盐爪爪（学名：Kalidium foliatum）是苋科盐爪爪属的植物。分布在欧洲、蒙古、西伯利亚、中亚发区以及中国大陆的甘肃、宁夏、河北、内蒙古、新疆、青海、黑龙江等地，生长于海拔200米至4,000米的地区，常生于盐碱滩或盐湖边，目前尚未由人工引种栽培。

## 异名
- Kalidium foliatum (Pall.) Moq. var. longifolium Fenzl